# 30 de febrero
Febrero tiene 28 o 29 días (este último sólo en los años bisiestos). Sin embargo, en Suecia hubo un 30 de febrero en 1712.

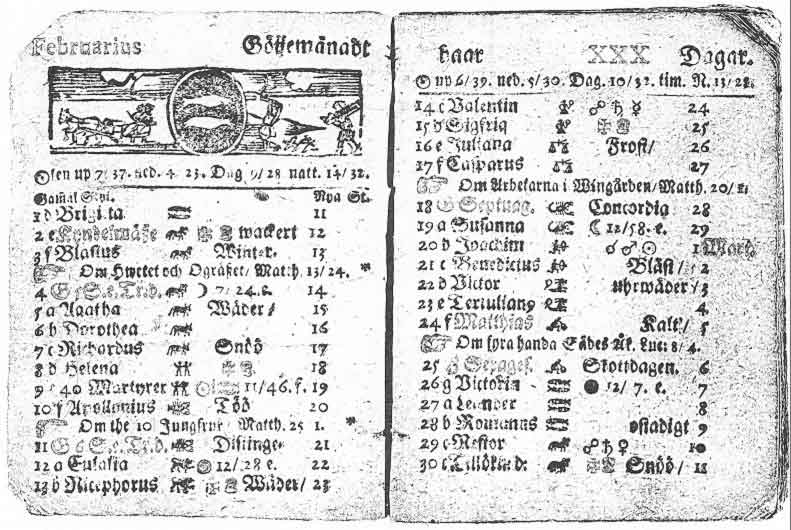
Calendario sueco - febrero de 1712

## Uso real

Bandera de Suecia en 1712.

Suecia seguía el calendario juliano, pero adoptaría paulatinamente el calendario gregoriano. Para ello, a partir de 1700 omitiría un día cada año, para llegar finalmente al calendario gregoriano en 1710 (algunas fuentes afirman que omitiría los años bisiestos a lo largo de 40 años). Así, se quitó un día en 1700, pero no se hizo ninguna reducción más tras el inicio de la Gran Guerra del Norte, con lo que el llamado calendario sueco se adelantaba por un día al calendario juliano, pero aún tenía diez días de retraso con respecto al gregoriano. La confusión llegó al máximo cuando, en 1712, hubo dos días bisiestos, por lo que ese año tuvo un 30 de febrero. Ese día corresponde al 29 de febrero del calendario juliano y al 11 de marzo del gregoriano. Finalmente, Suecia adoptó el calendario gregoriano en 1753.

## Refranes
- "El día de San Ciruelo, que es el 30 de febrero, pagaré lo que debo".[2]
- Día de San Ciruelo, 30 de febrero.[3]